# La Muerte y la doncella (Hans Baldung)
La Muerte y la doncella es una pintura realizada en 1517 por el artista alemán Hans Baldung (también conocido como Hans Baldung Grien) que se encuentra en la colección del Museo de Arte de Basilea, Suiza. Baldung fue un discípulo y protegido de Alberto Durero y adoptó gran parte del estilo y motivos de Durero, pero con un mayor expresionismo y peculiar fantasía.
La obra describe un tema popular en el arte renacentista alemán que Baldung recreó varias veces, el de la muerte prematura de una mujer joven, a menudo con matices eróticos. Este desnudo de Baldung incluye la primera representación conocida del vello púbico en el arte moderno europeo. En esta versión la Muerte se ha apoderado por sus cabellos de una mujer joven y voluptuosa y está señalando abajo a una tumba abierta en simulada bendición. Por encima de su cabeza están escritas las palabras  "Hie must du yn" o sea "Aquí tienes que ir". La víctima llorando angustiada, plenamente consciente de su destino, une sus manos, suplicando por su vida.